# GCN2
La GCN2 (de l'anglès general control non-derepressible 2) és una proteïna cinasa de eIF2A que actua com a sensor d’estrès cel·lular, sobretot com a resposta a la privació d’aminoàcids, irradiació UV, entre altres possibles alteracions metabòliques.
La proteïna GCN2 humana està formada per 1649 aminoàcids amb una massa molecular de 190kDa.
Participa en la resposta integrada a l'estrès (ISR), de manera que quan s’activa fosforila eIF2a provocant una reducció global de la síntesi de proteïnes i activant la traducció preferencial de gens adaptatius com ATF4.

## Estructura
Aquesta proteïna presenta 5 dominis conservats: domini pseudoquinasa; domini quinasa, que és actiu catalíticament; domini carboxi-terminal (CTD), que facilita la interacció amb els ribosomes i la formació del dímer; domini HisRS-like (histidil-tRNA sintetasa), que permet la unió de ARNt descarregats, i la regió amino-terminal RWD, que interacciona amb proteïnes. A més, entre el domini RWD i el domini pseudoquinasa hi ha una regió enllaç carregat formada per arginina, lisina, glutamat i aspartat.

## Activació
En estat basal, quan les cèl·lules no els hi manquen nutrients, la GCN2 està inactiva. Aquesta està formada per dos parts iguals, és a dir, és un dímer i les seves parts es mantenen unides per unes interaccions entre elles que manté la proteïna inactivada.
S’activarà en resposta a estrès cel·lular per diversos mecanismes: 
1. Quan falten aminoàcids, hi ha un augment de ARNt descarregats, que es van acumulant. El domini HisRS-like reconeixerà aquests ARNt descarregats, i aquests s’hi uniran provocant el trencament d’aquestes interaccions que mantenien GCN2 inactivada i per tant provocant l’activació d’aquesta. Quan GCN2 s’activa, el seu domini cinasa s’obre i s’autofosforila i a més es forma un pont entre les dos parts del dímer que manté la proteïna activada.Els dominis CTD i pseudocinasa ajuden a mantenir inactivada GCN2 si no falten nutrients i es recol·loquen o es desactiven quan cal activar la proteïna.  [3]
2. Alguns tipus d’estrés, per irradiació UV o inhibidors de l’elongació translacional poden provocar estancaments i col·lisions entre ribosomes que pot activar GCN2.[3]
3. També hi ha una activació independent a la deprivació d’aminoàcids, és a dir, en absència d’un augment de ARNt descarregats ja sigui per problemes de traducció elongada o altres formes d’estrès ribosomal.[3]

## Molècules reguladores de GCN2
- GCN1 és una proteïna essencial per l’activació de GCN2 davant d’una manca d’aminoàcids dins la cèl·lula, però no és necessària perquè GCN2 funcioni fora de la cèl·lula (in vitro), per tant es considera que té més un paper de suport estructural.[3][4]

- GCN20 és una proteïna de la família ABC. Encara no s’ha identificat un equivalent d’aquesta en mamífers, per tant el mecanisme d’activació de GCN2 pot variar entre espècies.[3]

GCN1 i GCN20 formaran un complex proteic que s’unirà a GCN2 pel domini RWD amino-terminal i actuarà traslladant els ARNt descarregats des del ribosoma al domini His-RS like de GCN2, activant aquest domini.

## Implicació en malalties

### GCN2 i càncer
En molts teixits tumorals els nivells de GCN2 activats són més alts que en teixits sans. A més, les cèl·lules tumorals depenen de GCN2 per sobreviure, sobretot en condicions d'estrès (per manca de nutrients per exemple). Així doncs, en múltiples glioblastomes i mielomes es mostra una gran dependència a GCN2.
A més, GCN2 activa (fosforilada) no es degrada tan fàcilment que quan està inactivada, de manera que es va acumulant amb el temps i acaba conduint a apoptosi si aquestes condicions d’estrès persisteixen. Això provocarà que les cèl·lules tumorals siguin més agressives i més resistents a tractaments.